# モスクワ会談 (1941年)
モスクワ会談（露：Московская конференция）は、第二次世界大戦中の1941年9月29日から10月1日まで、ソ連・モスクワで行われた連合国側の会談である。1942年にも再び開催されるため、こちらは第1回モスクワ会談と呼ばれる。

## 概要
この会談は、アメリカ合衆国のW・アヴェレル・ハリマンとイギリスのビーヴァーブルック卿及びソ連のヴャチェスラフ・モロトフの3人で行われた後、援助諸問題の審議のため6つの委員会（陸軍、海軍、空軍、原料資源、運輸、保健）が設置された。
この会談で、第二次世界大戦・対ドイツにおける連合国のソ連支援が決定されたが、同月中にモスクワの戦いが進行した。